# Protrombina
La protrombina és una proteïna sanguinia que s'activa donant lloc a la trombina una seriproteasa que catalitza el pas final de la cascada de reaccions del procés de coagulació de la sang. Se sintetitza al fetge, com els Factors VII, IX i X, en un procés dependent de vitamina K.
La protrombina o Factor II de coagulació, és el precursor de la trombina, de fet, la trombina no es troba en condicions normals a la sang. La trombina és sintetitzada al fetge com a zimogen en forma de protrombina. Es genera a partir de la protrombina mitjançant la seva proteolisi en dos punts (entre els residus Arg 274 - Thr 275 i Arg 323 - Ile 324) per mitjà d'un enzim anomenat Factor de Stuart (o Factor Xa). Això té lloc en el pas final de dues cascades convergents de reaccions que completen el procés de coagulació, dites via intríseca i via extrínseca de la coagulació. Aquesta etapa és dependent de catió Ca2+, actuant com a coenzim.
La trombina seguidament, duu a terme la conversió de fibrinogen, una proteïna sanguínia, en fibrina. El resultat és la formació del coàgul tou de fibrina, que cobreix la lesió i atura l'hemorràgia. Amb l'acció del Factor XIII - XIIIa s'obté el coàgul dur i es completa el procés.